# Gore, Etiopija
Gore je grad na jugozapadu Etiopiji nalazi se u Zoni Ilubabor u Regiji Oromija, oko 548 km zapadno od Adis Abebe i 24 km južno od Metua.
Gore je poznat po svom medu. Pored grada nalazi se Gummaro najveća plantaža čaja u cijeloj Etiopiji od 800 ha. 
Grad ima malu Zračnu luku Gore (ICAO kod HAGR, IATA kod GOR) s travnatom poletnom stazom.

## Povijest
Gore je kao naselje utemeljen krajem 19. stoljeća, kad ga je Ras Tesema Nadaj odabrao za svoje sjedište i u njemu sagradio svoju palaču.
Gore je rastao kako je rasla važnost luke Gambela i plovnog puta po rijeci Baro. Grad je postao lokalno trgovište s dva sajmena dana tjedno, u gradu je tada djelovalo pet stranih trgovaca (dva grčka, jedan sirijski, jedan britanski i jedan njemački) - koji su se bavili izvozom kave, voska te u manjoj mjeri kože, te uvozom pamučnih tkanina, soli i drugih proizvoda.
Grčki trgovci T. Zervos i A. Danalis dobili su koncesiju od tadašnjeg regenta Haile Selasija 1927.  za izgradnju ceste duge 180 km kojom je trebalo povezati gradove Gambelu i Metu preko Gorea. Ali taj cestovni pravac koji se trebao nastaviti prema Adis Abebi nakon Gorea je zapeo jer cesta prema Jimmi nije bila gotova sve do 1935. godine. Tako da je put iz Gorea za Adis Abebu trajao po dvadesetak dana.
Pri kraju 1936. car Haile Selasije pokušao je organizirati otpor talijanskoj vojsci za Drugog talijansko-abesinskog rata ali je odustao zbog neprijateljstva lokalnih stanovnika i napustio grad kojeg su 26. studenog 1936. zauzeli Taijani.
Nakon Drugog svjetskog rata, Gore je bio glavni grad Pokrajine Ilubabor sve do 1978., kad je to postao obližnji grad Metu

## Stanovništvo
Prema podacima Središnje statističke agencije Etiopije -(CSA) za 2005.,Gore je imao ukupno 12,708 stanovnika, od tog je 6,125 bilo muškaraca, te 6,583 žena.